# BDM Trésors de la bande dessinée
 (juin 2018).
Si vous disposez d'ouvrages ou d'articles de référence ou si vous connaissez des sites web de qualité traitant du thème abordé ici, merci de compléter l'article en donnant les références utiles à sa vérifiabilité et en les liant à la section « Notes et références ».
Pour les articles homonymes, voir BDM.
Le BDM, Trésors de la bande dessinée est un catalogue de cotations encyclopédique recensant les albums de bande dessinée publiés en français. Créé en 1979 par Michel Béra, Michel Denni, Philippe Mellot, il est publié par les éditions de l'Amateur et mis à jour tous les deux ans.
Jusqu'à sa vingtième édition, qui recensait 130 000 albums, il se voulait exhaustif. À partir de la vingt-et-unième édition, le BDM 2017-2018, seuls les albums dont la cote est supérieure à la valeur d'achat, ou les séries comptant un tel album, sont recensés.

## Concept
Michel Béra, Michel Denni et Denis Mellot publient en mars 1979 Les Cotes des albums de bandes dessinées en supplément de la revue Le Collectionneur de Bandes Dessinées (CBD). À cette époque où un argus concurrent édité par Horus existe, ils proposent des valeurs qui semblent sous-évaluées à Henri Filippini.
Fin 1979, les trois hommes publient le Catalogue encyclopédique des bandes dessinées de collection aux Éditions de l'Amateur, nouveau nom de l'association éditrice des CBD ; les initiales des trois hommes sont déjà mises en avant en couverture. Cet ouvrage se démarque de l'argus d'Horus par l'étendue de ses informations.
En janvier 1981, les trois hommes publient la première édition de leur argus intitulée BDM : Trésors de la bande dessinée — Le sous-titre est une suggestion de Thierry Martens —. S'ensuivent des mises à jour biennales jusqu'à l'édition 2017-2018 publiée en octobre 2016.
Le BDM publie des cotes à titre indicatif ; elles sont établies conjointement par les experts de l'UNECO (Union Internationale des Experts en Collections Spécialisées) et des collectionneurs et sont déterminées par l'observation du marché. La réactualisation des cotes, coquilles et oublis est régulièrement mise à jour et consultable sur le site BDZoom.
Le BDM était à l’origine subdivisé en chapitres : « Albums », « La BD publicitaire », « Collection d'auteurs », « Silly Symphonies », « Périodiques », « Revues modernes », « Récits complets », « Petits formats », « Revues d’études », « Répertoire professionnel et adresses utiles », « Bibliographie », etc.
Les publications sont classées par ordre alphabétique de séries ou d'unitaires, soulignés d’un bref commentaire, descriptif ou critique et sa cote éventuelle. Il recense la moindre réédition comme réimpression modifiée. L’intérêt et la complexité des albums de Tintin fait partie d'une section distincte en couleurs.
Principaux collaborateurs : Isabelle Morzadec, Dominique Petitfaux, François san Millan, Gilles Ratier, Pierre Dehais et Gilles Fraysse.

## Les éditions
- 1re édition « Les cotes » (Le Collectionneur de Bandes Dessinées HS no 1, 1979)
- 2e édition (1980)
- 3e édition (1981-1982)
- 4e édition (1983-1984)
- 5e édition (1985-1986)
- 6e édition (1987-1988)
- 7e édition (1989-1990)
- 8e édition (1991-1992)
- 9e édition (1993-1994)
- 10e édition (1995-1996)
- 11e édition (1997-1998)
- 12e édition (1999-2000)
- 13e édition (2001-2002)
- 14e édition (2003-2004) (passage des cotes en euros)
- 15e édition (2005-2006)
- 16e édition (2007-2008)
- 17e édition (2009-2010)
- 18e édition (2011-2012)
- 19e édition (2013-2014)
- 20e édition (2015-2016)
- 21e édition (2017-2018)
- 22e édition (2021-2022) éditions Les Arènes
- 23e édition (2023-2024) éditions Les Arènes

## Chapitres ponctuels
La bande dessinée est un marché en croissance exponentielle, il est impossible de tout recenser sous la forme d’un seul volume, d’autant qu’environ 10 000 nouveaux albums, rééditions ou intégrales paraissent en 2 ans et sont incorporés dans chaque nouvelle édition. Pour cette raison, le BDM se concentre sur les albums et met en lumière, suivant l’actualité ou la demande, tel ou tel chapitre, pour lesquels les auteurs se sont entourés de spécialistes.

### 4eédition (1983-1984)
- Les almanachs
- Les grandes collections
- Les fanzines

### 5eédition (1985-1986)
- Les quotidiens ayant publié de la BD
- Les nouveaux récits complets
- Les planches originales
- Les fumetti pour adulte.

### 6eédition (1987-1988)
- La BD en couverture
- La BD chinoise en langue française
- Le cinéma s'affiche en BD
- Étiquettes de vin et BD

### 7eédition (1989-1990)
- Les sérigraphies
- Disques et BD
- Les films fixes

### 8eédition (1991-1992)
- La BD chrétienne
- La Bibliophilie

### 9eédition (1993-1994)
- Jeux et BD
- Verre et BD

### 10eédition (1995-1996)
- Latex et BD
- Les automobiles au 1/43e dans le BD, et autres engins mécaniques.

### 11eédition (1997-1998)
- Caoutchouc et BD
- Timbres poste, oblitérations et télécartes
- Les véhicules de Michel Aroutcheff

### 12eédition (1999-2000)
- Porte-clés et BD
- Les créations Leblon-Delienne

### 13eédition (2001-2002)
- Les comix d'expression française

### 14eédition (2003-2004)
- Héros et gadgets de Pif-Gadget.

### 15eédition (2005-2006)
- Attakus, Leblon-Delienne, Michel Aroutcheff, Fariboles et la BD.

### 16eédition (2007-2008)
- Les récits complets

### 17eédition (2009-2010)
- Les Pixi
- Les petits formats
- La collection Patte de mouche

### 18eédition (2011-2012)
- Pub et BD

### 20eédition (2015-2016)
- Tintin

### 21eédition (2017-2018)
- La BD dans les ventes aux enchères
- Disques, Jeux, BD

Cette présente édition s'est trouvée critiquée par l'absence d'un grand nombre d'ouvrages parus entre 2014 et 2016 et par des côtes irréalistes. Étant en opposition avec cette publication, Michel Denni démissionne alors de ces fonctions de co-direction de l'édition du BDM, pour redevenir simple co-auteur.

### 22eédition (2021-2022)
- Renaissance pour une pléiade de dessinateurs : Blanchard, Breysse, Brochard, Bussemey, Chery, Cuvillier, Dubois, Forget, Gervy, Gloesner, Herboné, Iessel, Jijé, Jordic, Marie-Mad, A. d'Orange, Pesch, Pétillot, Pierdec, Probst, Quimper, Rigot...
- Création de nouvelles séries : Balsa, Bar, Berteloot, Capo, Cenci, Chardez, Corteggiani, Declercq, Evrard, Faure, Garcia, Glogowski, Goux, Jarry, Le Honzec, Mankho, Michaud, Trolley, M. Uderzo, Vassaux...
- Le BDM revient sous sa forme la plus complète, augmenté d'environ 25 000 nouveaux albums.
- Changement du système de cotation des albums : jusqu'au numéro précédent, les cotes sont établies pour des albums en bon état, à partir de cette 22e édition, les cotes s'appliquent pour des albums en très bon état minimum[7].

Parution le 4 novembre 2020 chez Les Arènes.

### 23eédition (2023-2024)
Parution le 3 novembre 2022 chez Les Arènes.

#### Articles
- Henri Filippini, «  BDM : édition 2023-2024 » ou quand le 9e art invite le 7e ! », BDZoom,‎ 24 octobre 2022 (lire en ligne, consulté le 2 décembre 2022)
- Charles-Louis Detournay, « Le nouveau BDM tient l’affiche ! », ActuaBD,‎ 26 novembre 2022 (lire en ligne, consulté le 2 décembre 2022).

#### Podcast
- Philippe Mello (BDM) et Louis Girard (Catawiki) : collectionneurs d'hier et d'aujourd'hui sur ActuaBD, Présentation : Didier Pasamonik (35:31 minutes), 21 janvier 2021.